# ديزج مرتضي خان
ديزج مرتضی‌ خان هي قرية في مقاطعة خوي، إيران. عدد سكان هذه القرية هو 785 في سنة 2006.